# Anatoliy Mushyk
Anatoliy Mushyk (ukrainisch Анатолий Мушик Anatolyj Muschyk; * 11. August 1981 in Kusnezowsk, Ukrainische SSR) ist ein israelischer Gewichtheber ukrainischer Abstammung.

## Karriere
Mushyk startete am Anfang seiner Karriere für die Ukraine. 2002 nahm er zum ersten Mal an Weltmeisterschaften teil und belegte den 15. Platz in der Klasse bis 85 kg. Bei den Europameisterschaften 2004 gewann er in der Klasse bis 94 kg Bronze im Zweikampf und Silber im Stoßen. Im selben Jahr nahm er an den Olympischen Spielen in Athen teil, bei denen er den achten Platz erreichte. 2006 wurde er bei den Europameisterschaften Elfter und 2007 bei den Weltmeisterschaften 15.
Danach trat Mushyk für Israel an. Bei den Europameisterschaften 2011 war er in der Klasse bis 85 kg Sechster. Allerdings wurde er wegen eines Dopingverstoßes disqualifiziert und für zwei Jahre gesperrt. Nach seiner Sperre wurde er bei den Europameisterschaften 2014 Zehnter. 2015 wechselte er wieder in die Klasse bis 94 kg und erreichte bei den Europameisterschaften den achten Platz.